# Ed Walsh
Edward Augustine Walsh (Plains Township, Pennsylvania; 14 de mayo de 1881-Pompano Beach, Florida; 26 de mayo de 1959) fue un jugador de béisbol de Estados Unidos que actuó como lanzador en las Grandes Ligas. Mantiene el récord de promedio de carreras limpias de la historia de las Grandes Ligas con 1.82. Es miembro del Salón de la Fama desde 1946.

## Carrera como jugador
Walsh tuvo una breve pero relevante carrera en las Grandes Ligas. Su debut fue en 1904 con los Chicago White Sox. Su primera temporada comleta la lanzó en 1906, con balance de 17-13, 1.88 de promedio de carreras limpias y 171 ponches. Desde esta temporada hasta 1912, Walsh promedió 24 victorias, 220 ponches y logró en cinco temporadas un PCL inferior a 2.00. Además, lideró la liga en juegos salvados en cinco ocasiones. Su mejor temporada se produjo en 1908 con 40 victorias y 15 derrotas, 269 ponches, 6 juegos salvados y 1.42 de promedio de carreras limpias. En 1910 impuso el menor PCL (1.27) para un pitcher, con al menos 20 salidas como abridor y balance negativo de ganados y perdidos.
Walsh fue un lanzador extremadamente resistente, lanzó un promedio de 175 inninigs durante el período de 1907 a 1912. Luego de la temporada de 1912, Walsh pidió un año libre para descansar su brazo. No obstante, se incorporó al entrenamiento de primavera alegando: "Los White Sox me necesitaban, me imploraron que regresara, así que lo hice". Para el historiador del béisbol Willian C. Kashatus esta decisión fue un error.
La carrera de Walsh comenzó a decaer en 1913. Se le señaló que había llegado al entrenamiento de primavera en baja forma física y su orgullo, le hacía querer equipararse con el resto de los lanzadores del personal, en cuanto a velocidad de lanzamientos, antes de alcanzar una buena forma física, lo que provocó que se le dañara su brazo de lanzar. Posteriormente, Walsh comentó: “Mi brazo me mantenía despierto hasta tarde, nunca antes había sentido tanto dolor”. Walsh lanzó solo 16 partidos durante la temporada de 1913 y la pobre cifra de 13 juegos durante los siguientes 3 años.
Para 1916 su brazo estaba en muy malas condiciones. Walsh deseó un año libre pero el dueño del equipo, Charles Comiskey, lo separó definitivamente del equipo. Walsh intentó regresar en 1917 con los Boston Braves, pero no tuvo éxito, terminando su carrera en Grandes Ligas. Al finalizar su carrera ostentaba récord de 195 victorias y 126 derrotas y 1736 ponches. Su promedio de carreras limpias de 1.82 es el menor de la historia de las Grandes Ligas, pero es extraoficial porque el PCL no era una estadística oficial en la Liga Americana antes de 1913